# Iglesia de San Miguel Arcángel (Dębno)
La Iglesia de San Miguel Arcángel es una iglesia gótica de madera del siglo XV ubicada en el pueblo polaco de Dębno, que junto con diferentes iglesias es designada como parte de las Tserkvas de madera de la región de los Cárpatos en Polonia y Ucrania, que son Patrimonio de la Humanidad en Polonia.
La primera iglesia en Dębno fue probablemente levantada en el siglo XIII. La iglesia actual se construyó en la segunda mitad del siglo XV, en el lugar de la iglesia anterior. La iglesia es una de las iglesias góticas de madera mejor conservadas de Polonia, se considera un hito de Polonia a nivel internacional y ha sido nominada para las «Siete Maravillas de Polonia». La iglesia conserva su estructura original, con un interior policromado único de alrededor de 1500, lo que la convierte en la policromía de madera más antigua de Europa. La iglesia está considerada como una de las estructuras más antiguas de su tipo en Polonia y se especula que es la segunda después de la torre de la Iglesia de San Miguel Arcángel en Binarowa.